# Río Ciron
El río Ciron es un corto río del suroeste de Francia, un afluente por la izquierda del río Garona, que desemboca en él en el departamento de Gironda.

## Geografía
El río Ciron nace en el extremo oriental de las Landas de Gascuña. Fluye hacia el noroeste, principalmente a través de las landas de la Gironda, cruza el viñedo de Sauternes y se une al río Garona en Barsac, corriente abajo desde Langon.
La humedad que lleva, y las nieblas matutinas que causa favorecen el desarrollo de la Botrytis cinerea en las uvas, un hongo que contribuye a la alta calidad y renombre de los vinos de Sauternes.

## Departamentos y ciudades
El Ciron fluye a través de los siguientes departamentos y ciudades:
- Landas (40) : Lubbon
- Lot y Garona (47)
- Gironda (33) : Noaillan, Villandraut, Barsac , Cérons, Bommes

## Afluentes
- (I) el Giscos, de Giscos
- (D) el Barthos,
- (I) el Gouaneyre, de Captieux
- (D) el Clède, de Lignan-de-Bazas
- (I) el Ballion, corriente abajo desde Villandraut
- (I) el Hure, de Saint-Symphorien
  - (I) el Origne de Origne y Balizac
- (I) el Tursan, de Guillos
- (I) el Mouliasse, de Landiras

N.B. : (D) = tributario por la derecha; (I) = tributario por la izquierda